# Dragó de casquet
El dragó de casquet (Tarentola chazaliae) és una espècie de petit sauròpsid (rèptil) terrestre de la família fil·lodactílids estès del sud del Marroc, Mauritània i l'oest del Sàhara fins al Senegal. La seva inclusió entre els Tarentola no és clara, i a vegades ha estat inclòs en el gènere Geckonia, essent el sol representant del gènere. Hi ha una certa discussió sobre aquest tema, però d'ençà de 2002 i arran de diverses anàlisis d'ADN tendeix a situar-lo en el primer gènere. Va ser classificat per la primera vegada com a Tarentola per François Mocquard en 1895.

## Característiques
Mesura entre 6-9 cm, per bé que les femelles són lleugerament majors i es caracteritza pel seu cap engruixat i amb forma semblant a un casc, que li atorga el seu nom. Els mascles també disposen d'una inflor en la cua a la zona genital. La seva pell és d'un color gris o castanyer clar a fosc, variant d'intensitat lleugerament per camuflar-se. Posseeix diverses taques més fosques en el dors, que és recorregut en llom per una línia longitudinal de taques blanques.

## Història natural
És un animal eminentment nocturn, encara que a vegades surt durant els dies assolellats. És propi de les zones costaneres rocoses, i és rar que s'allunyin del mar més de 5 km. Al contrari que la major part dels membres del seu gènere, els dragons de casquet són terrestres i se'ls han atrofiat les seves làmines adhesives en els dits, encara que són capaços de grimpar per troncs i pedres.
Posa entre 1-2 ous amb 6 posades anuals. S'alimenta bàsicament d'insectes.
Recentment Lina Roth i Almut Kelber de la Universitat de Lund, Suècia, han descobert que amb poca llum el dragó de casquet té una visió en color, i és capaç de distingir els colors blau, verd i ultraviolat.